# Valentina Giacinti
Valentina Giacinti (født 2. januar 1994) er en kvindelig italiensk fodboldspiller, der spiller angreb for italienske Milan i Serie A og Italiens kvindefodboldlandshold.
Hun har tidligere spillet i de italienske klubber Brescia, Mozzanica, Napoli og Atalanta.
Giacinti debuterede på det italienske A-landshold i 2015 og hun blev udtaget af den italienske landstræner, Milena Bertolini, til VM i fodbold for kvinder 2019 i Frankrig, hvor hun scorede Italiens åbningsmål ved slutrunden, i 2–0 sejren over Kina.